# 1893年の映画
1893年の映画（1893ねんのえいが）では、1893年（明治26年）の映画分野の動向を展望し、発表されたおもな映画作品や、映画関係者の誕生についてまとめる。

## 出来事
- 2月 - トーマス・エジソンの研究所の映画スタジオとして、ウィリアム・K・L・ディクソンの設計により建設されていたブラック・マリアの建物が完成した（ただし、装備は5月まで完了しなかった）[1]。4月までにウィリアム・K・L・ディクソンとウィリアム・ハイセにより、ブラック・マリアで最初の商業用映画『鍛冶屋の場面』が撮影された[2]。
- 3月14日 - エジソンが1891年に提出したキネトスコープに関連する特許のうち、「運動する被写体の写真を見せる装置（Apparatus for Exhibiting Photographs of Moving Objects）」の特許が交付された[3]。
- 5月9日 - ブルックリン芸術科学協会の会合で、キネトスコープの最初の公式発表が行われ、『鍛冶屋の場面』が上映された[4]。

## 作品
- 『鍛冶屋の場面 (Blacksmith Scene)』ウィリアム・K・L・ディクソン監督。
- 『Horse Shoeing』ドキュメンタリー短編映画、ウィリアム・K・L・ディクソン出演、監督。
- 『Rabbits』エティエンヌ＝ジュール・マレー監督。

## 誕生
- 1月15日 - アイヴァー・ノヴェロ、イギリスの俳優、作曲家（+1951年）
- 2月10日 - ジミー・デュランテ、アメリカ合衆国の俳優、歌手（+1980年）
- 3月7日 - エルサ・ラタセップ（英語版）、エストニアの女優（+1972年）
- 3月29日 - アストリッド・ホルム（英語版）、デンマークの女優（+1961年）
- 4月3日 - レスリー・ハワード、イギリスの俳優（+1943年）
- 4月12日 - ロバート・ハロン（英語版）、アメリカ合衆国の俳優（+1920年）
- 4月20日 - ハロルド・ロイド、アメリカ合衆国の俳優（+1971年）
- 5月8日 - レスター・ドール（英語版）、アメリカ合衆国の俳優（+1980年）
- 5月14日 - ジャック・ライス（英語版）、アメリカ合衆国の俳優（+1968年）
- 5月15日 - ホセ・ネポムセノ（英語版）、フィリピンの映画監督（+1959年）
- 6月10日 - ハティ・マクダニエル、アメリカ合衆国の女優、シンガーソングライター、コメディアン（+1952年）
- 6月14日 - スザンヌ・グランデ（英語版）、フランスの女優（+1920年）
- 7月6日 - レック・オウロン（英語版）、ポーランドの俳優（+1965年）
- 8月14日 - カール・ベントン・リード（英語版）、アメリカ合衆国の俳優（+1973年）
- 8月17日 - メイ・ウエスト、アメリカ合衆国の女優（+1980年）
- 8月30日 - ヴェラ・コロドナヤ（英語版）、ロシアの女優（+1919年）
- 9月6日 - アーヴィング・ベーコン、アメリカ合衆国の俳優（+1965年）
- 9月16日 - アレクサンダー・コルダ、ハンガリーの映画監督、ロンドン映画（英語版）創設者（+1956年）
- 10月14日 - リリアン・ギッシュ、アメリカ合衆国の女優（+1993年）
- 11月19日 - クリス＝ピン・マーティン（英語版）、アメリカ合衆国の俳優（+1953年）
- 12月7日 - フェイ・ベインター、アメリカ合衆国の女優（+1968年）
- 12月12日 - エドワード・G・ロビンソン、ルーマニアの俳優（+1973年）
- 12月24日 - ハリー・ウォーレン（英語版）、アメリカ合衆国の俳優（+1981年）